# Elaeoselinum tunetanum
Espèce
Elaeoselinum tunetanum est une espèce de plantes à fleurs de la famille des Apiaceae endémique de la Tunisie.